# Liste der Biografien/Als
Liste der Biografien |
Portal Biografien |
Personensuche
# |
A |
B |
C |
D |
E |
F |
G |
H |
I |
J |
K |
L |
M |
N |
O |
P |
Q |
R |
S |
T |
U |
V |
W |
X |
Y |
Z |
?
 
Aa |
Ab |
Ac |
Ad |
Ae |
Af |
Ag |
Ah |
Ai |
Aj |
Ak |
Al |
Am |
An |
Ao |
Ap |
Aq |
Ar |
As |
At |
Au |
Av |
Aw |
Ax |
Ay |
Az
 
Ala |
Alb |
Alc |
Ald |
Ale |
Alf |
Alg |
Alh |
Ali |
Alj |
Alk |
All |
Alm |
Aln |
Alo |
Alp |
Alq |
Alr |
Als |
Alt |
Alu |
Alv |
Alw |
Alx |
Aly |
Alz
Die Liste der Biografien führt alle Personen auf, die in der deutschsprachigen Wikipedia einen Artikel haben. Dieses ist eine Teilliste mit 124 Einträgen von Personen, deren Namen mit den Buchstaben „Als“ beginnt.

## Als
- Als, Hilton (* 1960), US-amerikanischer Autor und Theaterkritiker

### Alsa
- Alsager, Thomas Massa (1779–1846), britischer Journalist, Musikkritiker und Zeitungsmanager
- Alsaka, Iyad (* 1969), syrischer Architekt und Bauingenieur
- Alsalem, Reem (* 1976), jordanische Juristin und Menschenrechtsexpertin
- Alsan, Gökhan (* 1990), türkischer Fußballspieler
- Alsan, Marcella, US-amerikanische Medizinökonomin
- Alsanea, Rajaa (* 1981), saudi-arabische Endodontologin und Schriftstellerin
- Alsáni, Bálint († 1408), Kardinal der Römischen Kirche
- Alšauskaitė, Dainora (* 1977), litauische Orientierungsläuferin

### Alsb
- Alsbach, Georg (1830–1906), deutsch-niederländischer Musikverleger
- Alsberg, Laura (1861–1943), Ehefrau des Mitinhabers der Gebr. Alsberg AG und Opfer des Holocaust
- Alsberg, Max (1877–1933), deutscher Strafverteidiger und SchriftstellerMax Alsberg (1877–1933)

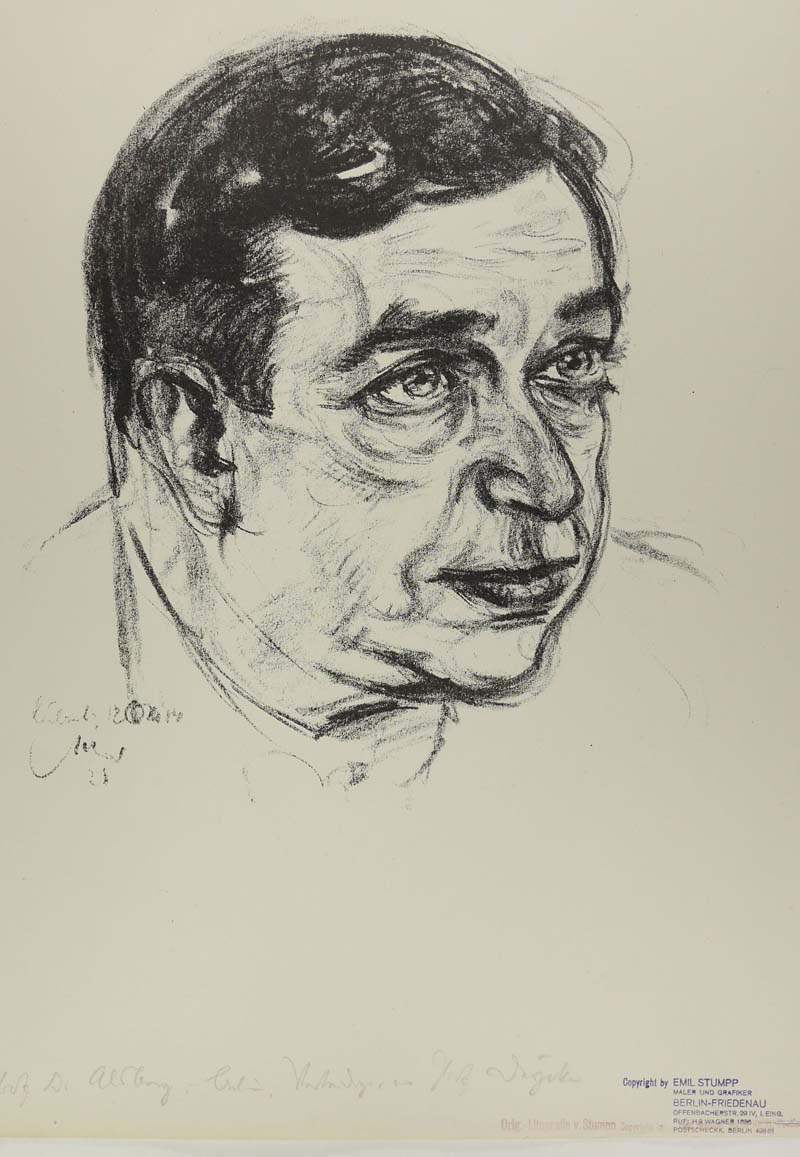
Max Alsberg (1877–1933)

- Alsberg, Moritz (1840–1920), deutscher Arzt und Anthropologe
- Alsberg, Paul (1883–1965), deutscher Mediziner und Anthropologe
- Alsberg, Paul Avraham (1919–2006), israelischer Archivar
- Alsbirk, Poul Helge (1936–2022), dänischer Ophthalmologe
- Alsbrook, Adolphus (1912–1988), US-amerikanischer Jazz-Musiker

### Alsc
- Alschan, Andrei Igorewitsch (* 1960), sowjetischer Säbelfechter
- Älschanow, Jerik (* 1991), kasachischer Amateurboxer im Halbschwergewicht
- Alschech, Mose († 1600), jüdischer Gelehrter und Bibelkommentator
- Alscher, Bernhard (* 1957), deutscher Politiker (FW)
- Alscher, Ludger (1916–1985), deutscher Klassischer Archäologe
- Alscher, Mark Dominik (* 1963), deutscher InternistMark Dominik Alscher (* 1963)

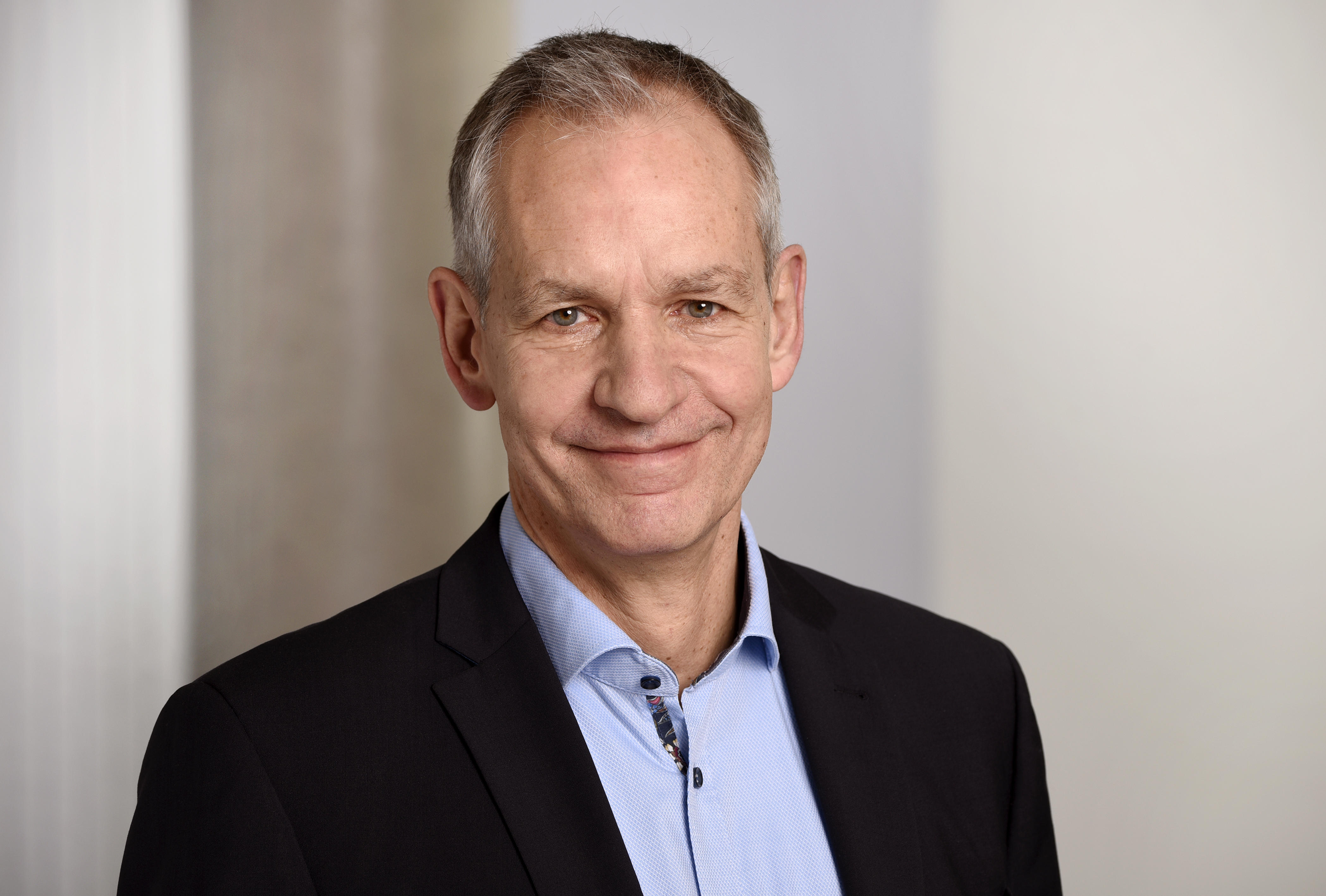
Mark Dominik Alscher (* 1963)

- Alscher, Otto (1880–1944), österreichischer Schriftsteller
- Alscher, Sebastian (* 1976), deutscher Politiker (Piraten)
- Alschin, Ilnur Tufikowitsch (* 1993), russischer Fußballspieler
- Alschinger, Andreas (1791–1864), österreichischer Botaniker
- Alschitz, Jurij (* 1947), russischer Theaterregisseur
- Alschner, Elisabeth (1929–1997), deutsche Arbeiterin, Gewerkschafterin und Kommunalpolitikerin
- Alschuler, Samuel (1859–1939), US-amerikanischer Jurist und Politiker
- Alschwang, Arnold Alexandrowitsch (1898–1960), ukrainisch-sowjetischer Pianist, Komponist, Musikwissenschaftler und Musikpädagoge

### Alsd
- Alsdorf, Ludwig (1904–1978), deutscher Indologe

### Alse
- Alsen, Bruno (1861–1913), deutscher Jurist und Landrat
- Alsen, Enewold Christian (1777–1833), deutscher Jurist
- Alsen, Gustav-Ludwig (1836–1868), deutscher Zementfabrikant
- Alsen, Harry (1866–1919), deutscher Theaterschauspieler sowie Autor von Bühnenstücken und Dramaturg
- Alsen, Herbert (1906–1978), deutsch-österreichischer Opernsänger (Bass)
- Alsen, Ola (1880–1956), deutsche Schriftstellerin und Redakteurin
- Alsen, Ole (* 1988), deutscher Basketballspieler
- Alsen, Otto Friedrich (1805–1872), deutscher Jurist und Unternehmer
- Alsér, Hans (1942–1977), schwedischer Tischtennisspieler

### Alsg
- Alsgaard, Thomas (* 1972), norwegischer Skilangläufer

### Alsh
- Alshammar, Therese (* 1977), schwedische Schwimmerin
- Alshammari, Khalid Abdulla (* 1986), katarischer Gewichtheber
- Alsharaa, Faysal (* 1986), libyscher Radrennfahrer
- Alshater, Firas (* 1991), syrischer Schauspieler, freier Journalist, Autor und YouTuber
- Alshebl, Ryyan (* 1994), syrisch-deutscher Politiker (Bündnis 90/Die Grünen)
- Alsheimer, Constantin (* 1969), deutscher Manager
- Alsheimer, Herbert (1931–2013), deutscher Hochschullehrer

### Alsi
- Alsina Thevenet, Homero (1922–2005), uruguayischer Journalist und Schriftsteller
- Alsina, Adolfo (1829–1877), argentinischer Politiker und Anwalt
- Alsina, August (* 1992), US-amerikanischer Hip-Hopmusiker und RapperAugust Alsina (* 1992)

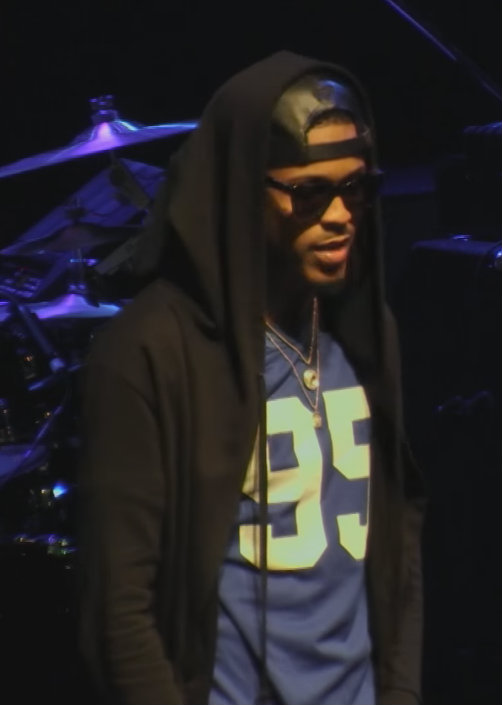
August Alsina (* 1992)

- Alsina, Carlos Roqué (1941–2023), französischer Komponist und Pianist
- Alsina, Juan Ramón (* 1989), uruguayischer Fußballspieler
- Alsina, Valentín (1802–1869), argentinischer Jurist und Politiker
- Alsing, Adam (1968–2020), schwedischer Radio- und Fernsehmoderator
- Alsing, Niels (1943–1986), dänischer Schauspieler

### Alsl
- Alsleben, Alfred (1861–1941), deutsch-baltischer Malermeister und Abgeordneter in Riga
- Alsleben, Alfred (1891–1930), deutsch-baltischer Leichtathlet in Riga
- Alsleben, Carl August (1770–1855), Oberlandesgerichtsrat von Preußen
- Alsleben, Horst (1940–2023), deutscher Bauingenieur in der Denkmalpflege
- Alsleben, Johann Gottfried (* 1735), deutscher Bürgermeister
- Alsleben, Kurd (1928–2019), deutscher Künstler
- Alsleben, Thorsten (* 1972), deutscher Journalist und Lobbyist
- Alsloot, Denis van (1570–1626), flämischer Maler

### Alsm
- Alsmann, Götz (* 1957), deutscher Musiker und EntertainerGötz Alsmann (* 1957)

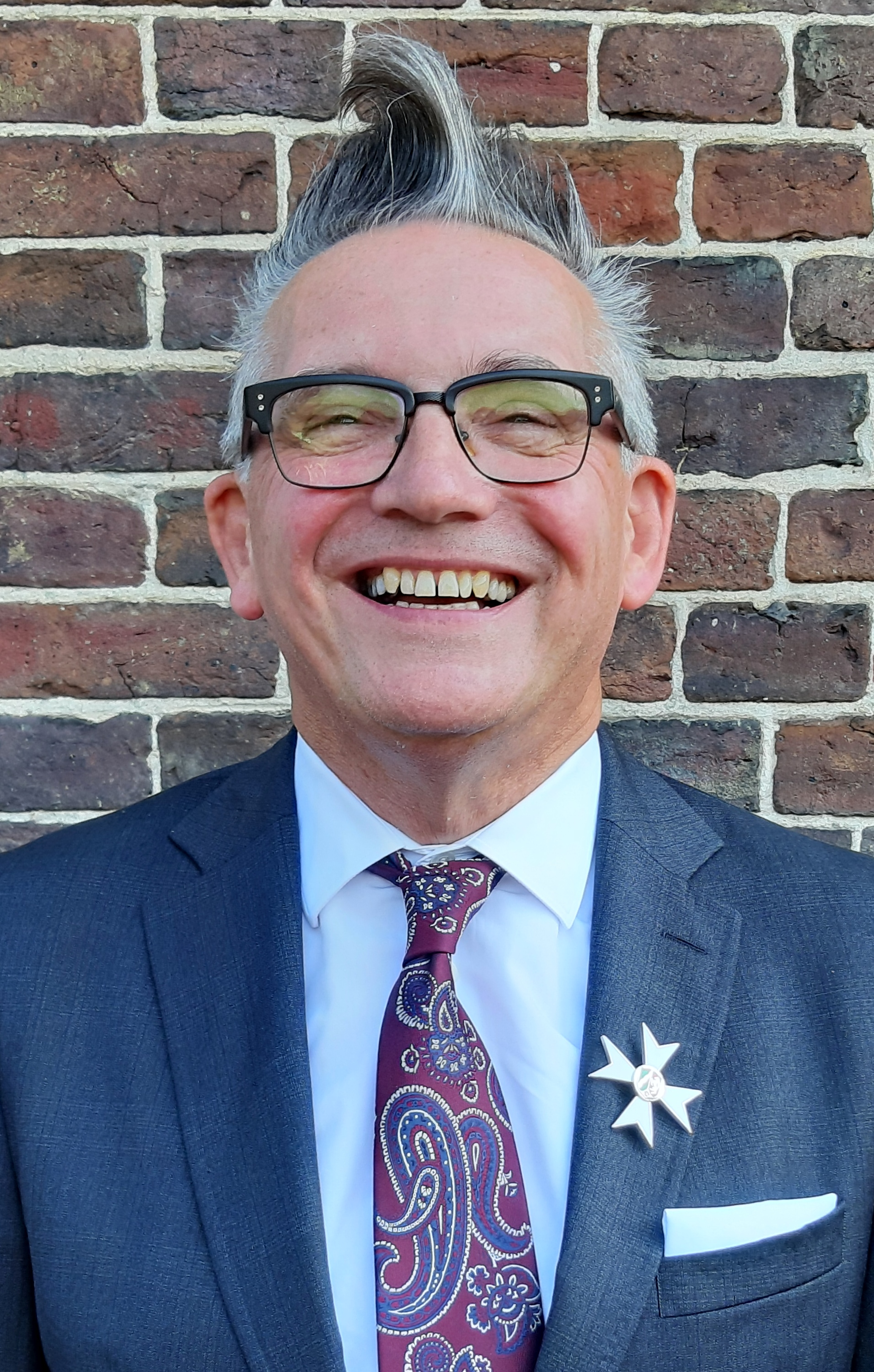
Götz Alsmann (* 1957)

- Alsmeier, Lina (* 2000), deutsche Volleyballspielerin

### Also
- Alsobrook, Russ T. (* 1946), US-amerikanischer Kameramann
- Alsobrooks, Angela (* 1971), US-amerikanische Politikerin
- Alsola, Jessica (* 2004), kanadische Tennisspielerin
- Alsop, Amy (* 1978), kanadische Goalballspielerin
- Alsop, Fred (* 1938), britischer Drei- und Weitspringer
- Alsop, George, Chronist des amerikanischen Kolonialsystems
- Alsop, Ian (* 1943), britischer Radsportler
- Alsop, John (1724–1794), US-amerikanischer Politiker
- Alsop, Len (1905–1993), englischer Fußballspieler
- Alsop, Marin (* 1956), US-amerikanische Dirigentin
- Alsop, Stewart (1914–1974), amerikanischer Journalist
- Alsop, Will (1947–2018), britischer Architekt
- Alsou (* 1983), russische Sängerin und SchauspielerinAlsou (* 1983)

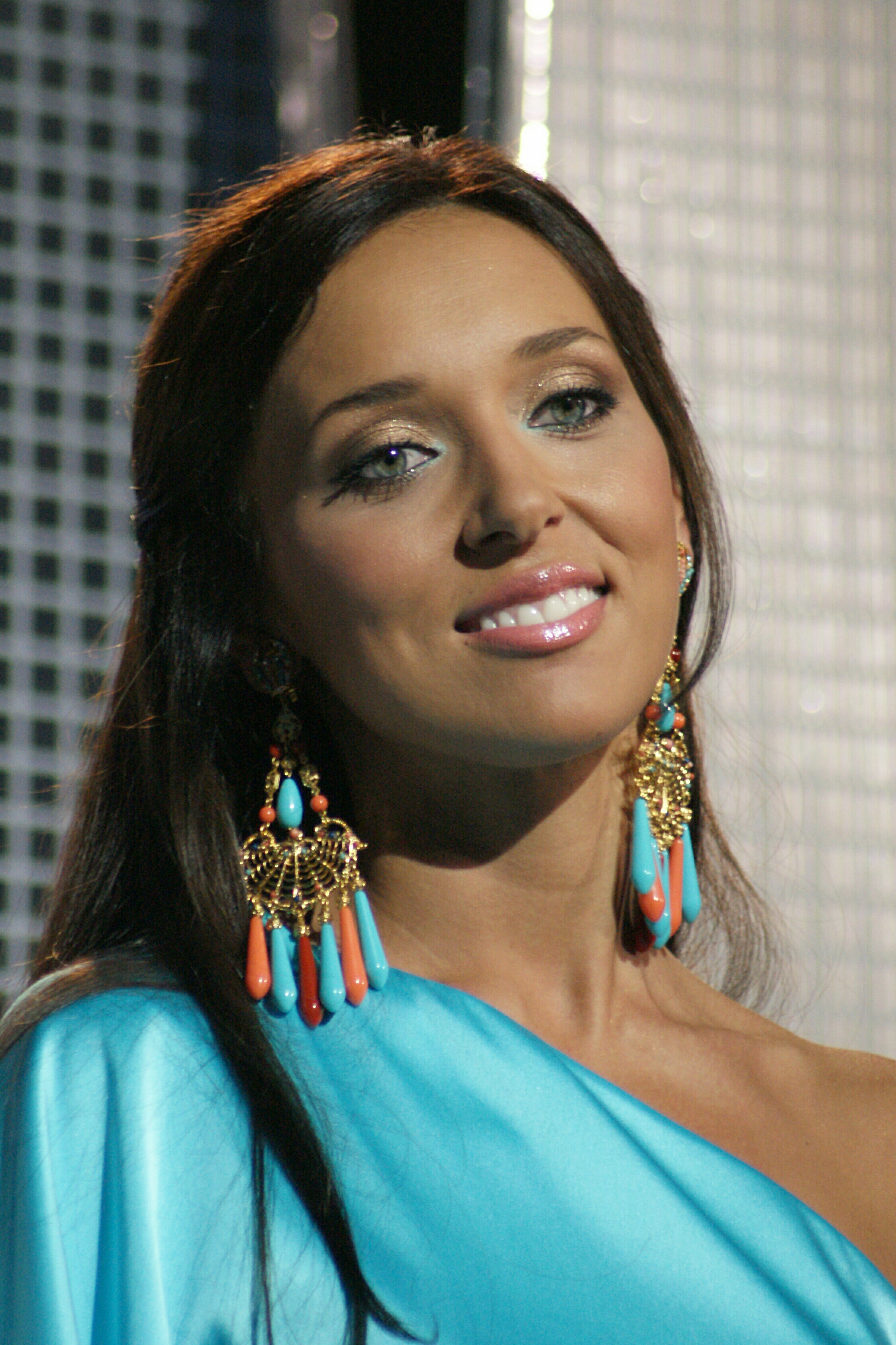
Alsou (* 1983)

- Alsoudani, Ahmed (* 1975), US-amerikanischer Maler
- Alsoufi, Rana (* 1982), jordanische Philosophin, Juristin und Theologin

### Alsp
- Alspach, Brian (* 1938), US-amerikanischer Mathematiker
- Alspaugh, Blanton (* 1959), US-amerikanischer Musikproduzent für klassische Musik

### Alst
- Alstad, Ida (* 1985), norwegische Handballspielerin
- Alsted, Johann Heinrich († 1638), reformierter Theologe, Philosoph, Pädagoge und Polyhistor
- Alsteen, Albert (1909–1982), belgischer Fußballschiedsrichter
- Alstein, Jacob, deutscher Alchemist und Arzt
- Alstein, Sebastian (1558–1641), Bürgermeister von Neuhaldensleben und Alchemist
- Alster, Antoni (1903–1968), polnischer Politiker, Mitglied des Sejm (PZPR), Vize-Minister
- Alster, Christoph (* 1980), österreichischer Skirennläufer
- Alster, Günter (* 1955), österreichischer Skirennläufer
- Alster, Ladislav (1927–1991), tschechischer Schachspieler und Schachjournalist
- Alster, Raoul (1899–1962), deutschsprachiger Schauspieler und Regisseur
- Alsterdal, Tove (* 1960), schwedische Schriftstellerin, Journalistin und DramatikerinTove Alsterdal (* 1960)

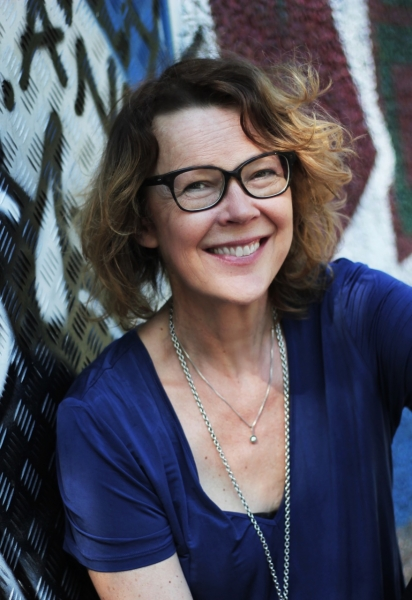
Tove Alsterdal (* 1960)

- Alsterlund, Liv (* 1971), schwedische Schauspielerin
- Alston, Adrian (* 1949), australischer Fußballspieler
- Alston, C. Donald, US-amerikanischer Offizier, Generalmajor der US Air Force
- Alston, Carole (* 1957), US-amerikanische Jazzsängerin und Musicaldarstellerin
- Alston, Charles (1685–1760), schottischer Mediziner und Botaniker
- Alston, Jan (* 1969), kanadisch-schweizerischer Eishockeyspieler, -trainer und -funktionär
- Alston, Joe (1926–2008), US-amerikanischer Badmintonspieler
- Alston, Joseph († 1816), US-amerikanischer Politiker, Gouverneur von South Carolina
- Alston, Julian (* 1953), australisch-US-amerikanischer Agrarökonom
- Alston, Lemuel J. (1760–1836), US-amerikanischer Politiker
- Alston, Lois (* 1931), US-amerikanische Badmintonspielerin
- Alston, Philip (* 1950), australischer Rechtswissenschaftler
- Alston, Rafer (* 1976), US-amerikanischer Basketballspieler
- Alston, Walter (1911–1984), US-amerikanischer Baseballspieler und -manager
- Alston, William (1921–2009), US-amerikanischer Philosoph
- Alston, William J. (1800–1876), US-amerikanischer Rechtsanwalt, Richter und Politiker
- Alston, Willis (1769–1837), US-amerikanischer Politiker
- Alstott, Mike (* 1973), US-amerikanischer American-Football-Spieler
- Alström, Hanna (* 1981), schwedische Schauspielerin
- Alström, Per (* 1961), schwedischer Ornithologe und Dozent für Systematik und Evolutionsforschung
- Alströmer, Claes (1736–1794), schwedischer Kaufmann und Naturforscher
- Alströmer, Jonas (1685–1761), schwedischer Landwirtschafts- und Industriepionier
- Alstrup, Carl (1877–1942), dänischer Schauspieler, Regisseur, Drehbuchautor und Sänger

### Alsu
- Alsultanow, Islam Aschabowitsch (* 2001), russischer Fußballspieler
- Alsup, Patricia (* 1961), US-amerikanische Diplomatin
- Alsuyet, Claudio (* 1957), argentinischer Komponist

### Alsv
- Alsvik, Henning (1911–1995), norwegischer Kunsthistoriker

### Alsw
- Alswang, Ralph (1916–1979), US-amerikanischer Theater- und Filmregisseur, Bühnenbildner und Film- und Theaterproduzent

### Alsz
- Alszeghy, Zoltán (1915–1991), ungarischer Jesuit und Theologe